# Kim Yoo-jung
Kim Yoo-jung (Hangul: 김유정; sinh ngày 22 tháng 9 năm 1999) là nữ diễn viên người Hàn Quốc. Năm 2012, cô gây tiếng vang lớn khi tham gia phim truyền hình Mặt trăng ôm mặt trời.
Năm 2017, cô đứng thứ 8 trong danh sách Những Người Nổi Tiếng Quyền Lực Nhất Hàn Quốc của Forbes, trở thành người trẻ tuổi nhất từng đứng trong top 10 (18 tuổi).

## Tiểu sử
Sinh ra trong một gia đình có 3 anh chị em, Yoo Jung được biết đến qua cuộc thi Mimi mà chị gái tham gia và Yoo-Jung múa phụ họa. Lúc đó Yoo Jung được 4 tuổi và đã giành giải được yêu thích nhất. Năm 5 tuổi, Yoo Jung xuất hiện lần đầu trong bộ phim điện ảnh về đề tài chiến tranh "DMZ".
Tên tuổi của Yoo-jung dần trở nên nổi tiếng hơn sau khi tham gia các phim truyền hình: Huyền thoại Iljimae, Dong Yi, Mặt trăng ôm mặt trời , Secret Door và bộ phim điện ảnh nổi tiếng The Chaser, Commitment với lối diễn xuất có hồn, được các nhà phê bình đánh giá rất cao.
Năm 2015, Yoo Jung tham gia trong phim điện ảnh Circle of Atonement (Joy), vào vai con gái của một viên cảnh sát, có những mặt đen tối trong tâm lý. Với vai diễn này, Yoo-jung đã đánh dấu được sự trưởng thành, có chiều sâu hơn trong diễn xuất.
Năm 2016, Yoo-jung là diễn viên chính vai Hong Ra-on trong bộ phim chuyển thể từ tiểu thuyết nổi tiếng Mây hoạ ánh trăng của đài KBS.
Năm 2017, Yoo-jung đứng thứ 8 trong danh sách "Forbes Korea Power Celebrity" ("Những người nổi tiếng có tầm ảnh hưởng lớn nhất tại Hàn Quốc"), trở thành nữ diễn viên nổi tiếng trẻ tuổi nhất từng đứng trong TOP 10 (18 tuổi).
Liên tục tham gia vào hàng loạt bom tấm cổ trang nổi tiếng, hình ảnh rạng rỡ trong bộ đồ Hanbok của Kim Yoo Jung đã để lại ấn tượng mạnh trong lòng khán giả, cô được người dân Hàn Quốc yêu mến gọi bằng danh xưng nữ thần cổ trang  bên cạnh danh xưng em gái quốc dân.

## Cuộc sống
Kim Yoo-jung sinh ngày 22 tháng 9 năm 1999 tại Seoul - Hàn Quốc.
Sinh ra trong một gia đình bình thường, không có ai theo nghệ thuật, Yoo-jung là con út trong gia đình gồm có một anh trai (sinh năm 1993) và một người chị gái (sinh năm 1996). Yoo-jung miêu tả mẹ mình là một người nghiêm khắc nhưng rất thương con cái, ba cô là một người hiền lành và trầm tính. Chị gái cô hiện đã kết hôn và đang sống ở nhà chồng, vì vậy mà cô càng trở nên gắn bó, thân thiết với anh trai hơn. Kim Yoo-jung thường chia sẻ rằng từ nhỏ đến lớn, anh cô luôn ở bên cạnh, chia sẻ những chuyện vui buồn trong cuộc sống cũng như động viên, an ủi cho cô mỗi khi cô gặp phải một chuyện bất trắc nào đấy.

## Bảng xếp hạng
| Năm  | Danh sách                                                | Vị trí |
| ---- | -------------------------------------------------------- | ------ |
| 2009 | Sao nhí có cát-xê cao nhất                               | 1      |
| 2013 | Sao nhí xuất sắc nhất                                    | 1      |
| 2013 | Sao nhí có cát-xê cao nhất                               | 2      |
| 2017 | Người nổi tiếng có tầm ảnh hưởng lớn nhất tại Hàn Quốc   | 8      |
| 2020 | Sao nữ được tìm kiếm nhiều nhất trên Google tại Hàn Quốc | 6      |
| 2021 | Top 10 Nữ diễn viên giàu nhất Hàn Quốc                   | 10     |
| 2021 | Diễn viên được các nhà sản xuất săn đón nhất             | 5      |
| 2021 | Diễn viên được yêu thích nhất                            | 18     |

## Sự nghiệp diễn xuất

### Phim truyền hình
| Năm       | Tên phim                                           | Kênh phát sóng | Vai diễn                         | Bạn diễn                      |
| --------- | -------------------------------------------------- | -------------- | -------------------------------- | ----------------------------- |
| 2004      | Freezing Point                                     | MBC            | Choi Eun-yi                      |                               |
| 2006      | Thank You Life                                     | KBS2           | Yoon Hyun-ji                     |                               |
| 2006      | MBC Best Theater "A Teddy Bear's Smile"            | MBC            | Moon Ah-young                    |                               |
| 2006      | Được làm hoàng hậu (Hoàng cung-Princess Hours)     | MBC            | Shin Chae-kyeong (lúc nhỏ)       |                               |
| 2006      | My Beloved Sister                                  | KBS2           | Choi Ga-eul (Pink)               |                               |
| 2007      | Evasive Inquiry Agency (Four Gold Chasers)         | KBS2           | Yoo Eun-jae (lúc nhỏ)            |                               |
| 2007      | Beautiful Days (Belle)                             |                | Jung Da-jung                     |                               |
| 2007      | New Heart                                          | MBC            | Yoon-Ah                          | Ji Sung                       |
| 2008      | Formidable Rivals                                  | KBS2           | Yoo Kkot-nim (con gái Kwang-pil) |                               |
| 2008      | Huyền thoại Iljimae (Iljimae)                      | SBS            | Eun-chae (lúc nhỏ)               | Han Hyo-joo, Lee Joon-gi      |
| 2008      | Hoạ sĩ gió                                         | SBS            | Shin Yun-bok (lúc nhỏ)           | Moon Geun-young               |
| 2009      | Cain and Abel                                      | SBS            | Seo-yeon (lúc nhỏ)               | So Ji-sub , Han Ji-min        |
| 2009      | Nữ hoàng Seondeok Queen Seondeok                   | MBC            | Công chúa Cheonmyeong (10 tuổi)  | Lee Yo-won                    |
| 2009      | Tamra, the Island                                  | MBC            | Jang Beo-seol (em gái Beo-jin)   | Im Ju Hwan                    |
| 2009      | Thiên thần quyến rũ (Temptation of an Angel)       | SBS            | Joo Ah-ran (lúc nhỏ)             |                               |
| 2010      | Dong Yi                                            | MBC            | Dong Yi (lúc nhỏ)                | Han Hyo-joo                   |
| 2010      | Grudge: The Revolt of Gumiho                       | KBS2           | Yeon-yi                          | Lee Tae-ri                    |
| 2010      | Road No. 1                                         | MBC            | Soo-yeon (lúc nhỏ)               |                               |
| 2010      | Ngọn lửa tham vọng Flames of Desire                | MBC            | Na-young / Soo-bin (lúc nhỏ)     |                               |
| 2010      | Pure Pumpkin Flower                                | SBS            | Soon-jung (lúc nhỏ)              |                               |
| 2011      | Mom, I'm Sorry                                     |                | Ga-young                         |                               |
| 2011      | Tướng quân Gyebaek                                 | MBC            | Ga-hee                           |                               |
| 2012      | Mặt trăng ôm mặt trời (The Moon Embracing the Sun) | MBC            | Huh Yeon-woo (lúc nhỏ)           | Kim Soo-hyun, Yeo Jin Goo     |
| 2012      | Nữ hoàng tháng năm (May Queen)                     | MBC            | Chun Hae-joo (lúc nhỏ)           | Han Ji-hye, Kim Jae-won       |
| 2013      | Cầu vồng hoàng kim (Golden Rainbow)                | MBC            | Kim Baek-won (lúc nhỏ)           |                               |
| 2014      | The Dirge Singer                                   | KBS2           | Yeon Shim                        |                               |
| 2014      | Secret Door                                        | SBS            | Seo Ji-dam (lúc nhỏ) (tập 1-13)  | Lee Je-hoon                   |
| 2015      | Khi mẹ ra tay (Angry Mom)                          | MBC            | Oh Ah-ran                        | Kim Hee-sun                   |
| 2016      | Mây hoạ ánh trăng (Love in the Moonlight)          | KBS2           | Hong Ra-on                       | Park Bo-gum                   |
| 2018-2019 | Cô tiên dọn dẹp (Clean with Passion for Now)       | JTBC           | Gil Oh-sol                       | Yoon Kyun-sang                |
| 2020      | Cửa Hàng Tiện Lợi Saet Byul (Backstreet Rookie)    | SBS            | Jung Saet-byul                   | Ji Chang-wook                 |
| 2021      | Bầu trời rực đỏ (Lovers Of The Red Sky)            | SBS            | Hong Chun-gi                     | Ahn Hyo-seop                  |
| 2021      | One Ordinary Day                                   | Coupang Play   | Cameo                            | Kim Soo-hyun                  |
| 2023      | Chàng quỷ của tôi (My Demon)                       | SBS Netflix    | Do Do-hee                        | Song Kang                     |
| 2024      | Chicken Nugget                                     | SBS Netflix    | Choi Min-ah                      | Ryu Seung-ryong, Ahn Jae-hong |
| 2025      | Dear X                                             | TVING TvN      | Baek Ah-jin                      | Kim Young-dae                 |
|           | 100 Days of lies                                   | TvN            |                                  | Kim Hyun-joo                  |

### Phim điện ảnh
| Năm  | Tiêu đề                                                   | Vai trò             | Bạn diễn                                 |
| ---- | --------------------------------------------------------- | ------------------- | ---------------------------------------- |
| 2004 | DMZ                                                       | Lee Soo-hyun        |                                          |
| 2005 | Sympathy for Lady Vengeance                               | Jae-kyung           |                                          |
| 2005 | All for Love                                              | Kim Jin-ah          |                                          |
| 2006 | Forbidden Floor                                           | Joo-hee             |                                          |
| 2006 | Lump of Sugar                                             | Shi-eun             | Im Soo-jung                              |
| 2007 | Hwang Jin Yi                                              | Hwang Jin Yi        | Song Hye Kyo, Lee Hyun Woo               |
| 2007 | Bank Attack                                               | Yeon-hee            |                                          |
| 2007 | Rainbow Eyes                                              | Con gái của Hye-seo |                                          |
| 2008 | Kẻ săn đuổi (The Chaser)                                  | Eun-ji              |                                          |
| 2008 | Unforgettable                                             | Yeong-mi            | Yoo Seung-ho, Moon Ga-young              |
| 2009 | Haeundae                                                  | Ji-min              | Ha Ji-won, Uhm Jung-hwa                  |
| 2009 | Possessed                                                 | Ji-eun (cameo)      |                                          |
| 2009 | Paradise                                                  | Hwa-ran             | Kim Ha-neul                              |
| 2012 | The Nutcracker in 3D                                      | Mary (lồng tiếng)   | Elle Fanning                             |
| 2013 | Commitment                                                | Ri Hye-in           | T.O.P (Big Bang)                         |
| 2014 | Thread of Lies                                            | Hwa-yeon            | Kim Hyang-gi, Yoo Ah-in, Kim Hee-ae      |
| 2014 | Room 731                                                  | Wei (phim mỹ)       | Tim Kang                                 |
| 2015 | Circle of Atonement (Joy)                                 | Lee Jung-hyun       | Sung Dong-il, Son Ho Joon                |
| 2017 | Because I Love You Lưu trữ 2016-10-18 tại Wayback Machine | Scully              | Cha Tae Hyun, Sung Dong-il, Seo Hyun-jin |
| 2018 | Golden Slumber                                            | Soo-ah (cameo)      | Kang Dong Won, Han Hyo-joo               |
| 2020 | The 8th Night                                             | Aeran               | Nam Da-reum, Lee Sung Min                |
| 2022 | 20th Century Girl                                         | Na Bo-ra            | Byeon Woo-seok, Han Hyo-joo              |
| 2023 | My Heart Puppy                                            | Ah-min              |                                          |

### Nhạc kịch, kịch
| Năm  | Tiêu đề             | Vai trò          | Ghi chú                                                          |
| ---- | ------------------- | ---------------- | ---------------------------------------------------------------- |
| 2008 | Chorus of Angels    | Lee Ha-neul      | Đóng cùng Yeo Jin Goo                                            |
| 2023 | Shakespeare in Love | Viola de Lesseps | Đóng luân phiên cùng Kim Sung-cheol, Jung Moon-sung, Lee Sang-yi |

### Âm nhạc
| Năm  | Tiêu đề                          | Nghệ sĩ                               | Ghi chú                                  |
| ---- | -------------------------------- | ------------------------------------- | ---------------------------------------- |
| 2013 | White Love                       | Baro, Sandeul (B1A4) ft. Kim Yoo Jung | KBS Immortal Song 2                      |
| 2014 | Talk About Love                  | Various Artists                       | Gây quỹ cho "Future Foundation campaign" |
| 2014 | I Love So Much                   | Kim Yoo Jung                          | Love Cells OST                           |
| 2014 | We're Happy                      | Kim Yoo Jung                          | Digital single                           |
| 2014 | Happen Ending                    | Epik High ft. Kim Yoo Jung            | SBS Gayo Daejeon                         |
| 2014 | Mr.Chu                           | Kim Yoo Jung                          | SBS Inkigayo                             |
| 2015 | Sharing Joint (나눔이음)         | Kim Yoo Jung                          | 6th Korean Sharing Festival              |
| 2016 | Together as One                  | Various Artists                       | Gây quỹ cho W-Foundation                 |
| 2021 | Your night, Your star, Your moon | Giriboy ft. Kim Yoo Jung              | Dingo Music                              |

### Music Videos
| Năm  | Tiêu đề         | Nghệ sĩ            | Ghi chú               |
| ---- | --------------- | ------------------ | --------------------- |
| 2004 | White Christmas | Various Artists    |                       |
| 2011 | VVIP            | Seungri (Big Bang) |                       |
| 2012 | Return          | Lee Seung Gi       | Đóng với Park Gun-tae |
| 2012 | Going to You    | Take Hyun          |                       |
| 2013 | Gone            | JIN                | Đóng với Xiumin (EXO) |
| 2013 | Srrr            | SunBee             |                       |
| 2015 | 7E77 ME B43Y    | Lim Seulong (2AM)  |                       |
| 2019 | Begin again     | Kim Jae-hwan       |                       |

## Hoạt động khác

### Chương trình thực tế
| Năm        | Tiêu đề                                 | Kênh       | Ghi chú |
| ---------- | --------------------------------------- | ---------- | --- |
| 2010       | Taxi                                    | tvN        | Khách mời - với Lee Tae-ri |
| 2011       | Our Greatest Gift                       | MBC        | Phim tài liệu - Người dẫn chuyện |
| 2011       | 26th Children's Green Song Contest      | KBS1       | Người dẫn chuyện |
| 2011       | I Would Really Like to Be on Television | Channel 1  | Chương trình trẻ em - Giám khảo |
| 2011       | Just Like That Show                     | Tooniverse | Chương trình thực tế - MC |
| 2012       | New Life for Children                   | MBC        | Người dẫn chuyện |
| 2012       | Environment Special                     | KBS1       | Người dẫn chuyện - Tập 503 |
| 2012       | Strong Heart                            | SBS        | Khách mời - Tập 149, 150 |
| 2012       | My Idol                                 | Mnet       | Khách mời - Tập 1 |
| 2013       | I'm Real Kim Yoo-jung in L.A.           | QTV        | Nhân vật chính Ghi hình tại Los Angeles, USA |
| 2013       | Running Man                             | SBS        | Khách mời - Tập 170 - với T.O.P (Big Bang) |
| 2013       | Infinity Challenge                      | MBC        | Khách mời - Tập 326 |
| 2014       | Seven Tasters                           | MBC        | Chương trình thực tế - Thành viên cố định |
| 2014       | Radio Star                              | MBC        | Khách mời - Tập 380, 381 |
| 2014       | Happy Together Season 3                 | KBS2       | Khách mời - Tập 375 |
| 2014– 2016 | Inkigayo                                | SBS        | Chương trình âm nhạc MC cố định với Baek-hyun & Suho (EXO), Hong Jong Hyun, Jackson Wang (GOT7), Yook Sung-jae (BTOB)                             |
| 2016       | Love Principal                          | JTBC       | Khách mời - với Seo Shin-ae |
| 2016       | Entertainment Weekly                    | KBS2       | Khách mời |
| 2016       | Entertainment Weekly                    | KBS2       | Khách mời - Phỏng vấn về Mây hoạ ánh trăng với Park Bo-gum, Jung Jin-young (B1A4)                                                                 |
| 2016       | 1 Night 2 Days (mùa 3)                  | KBS2       | Khách mời - Tập 149, 150 Nhận lời mời từ Cha Tae Hyun                                                                                             |
| 2016       | Cultwo Show                             | SBS        | Khách mời - Tập ngày 12/12/2016 Quảng bá cho Because I Love You Lưu trữ ngày 18 tháng 10 năm 2016 tại Wayback Machine cùng Cha Tae Hyun           |
| 2018       | Knowing Brothers                        | JTBC       | Khách mời - Tập 155 Quảng bá cho Clean with Passion for Now cùng Yoon Kyun-sang                                                                   |
| 2019       | Half Holiday in Italy                   | Lifetime   | Nhân vật chính Ghi hình tại Italy - Lên sóng tập đầu 30/9                                                                                         |
| 2020       | Running Man                             | SBS        | Khách mời - Tập 507 Quảng bá cho Cửa Hàng Tiện Lợi Saet Byul cùng Ji Chang-wook, Han Sun-hwa, Dong Sang-woo                                       |
| 2021       | House On Wheels (mùa 2)                 | tvN        | Khách mời - Tập 7 |
| 2022       | Youth MT (Young Actors' Retreat)        | tvN        | Chương trình thực tế - Thành viên cố định Cùng với các diễn viên chính khác của 3 bộ phim Mây hoạ ánh trăng, Tầng lớp Itaewon, The Sound of Magic |
| 2022       | Amazing Saturday                        | tvN        | Khách mời - Tập 234 Quảng bá cho 20th Century Girl cùng Byeon Woo-seok                                                                            |

### Người mẫu quảng cáo
| Năm       | Sản phẩm                                             | Ghi chú                                                    |
| --------- | ---------------------------------------------------- | ---------------------------------------------------------- |
| 2003      | Crown Sando                                          |                                                            |
| 2004      | Spark                                                |                                                            |
| 2004      | Altwell                                              |                                                            |
| 2004      | Carrefour Kimchi refrigerator; TV                    |                                                            |
| 2004      | Allerman                                             |                                                            |
| 2004      | Yakult Ace                                           |                                                            |
| 2004      | Shinhan Smile                                        |                                                            |
| 2004      | LG Pastel Aromatherapy                               |                                                            |
| 2004      | Ultra Construction – Chamnuri                        |                                                            |
| 2004      | Hanwha Dream in Green Apartment                      |                                                            |
| 2004      | Medifoam                                             |                                                            |
| 2004      | Tonyang Life Insurance                               |                                                            |
| 2004      | Post Corn flakes                                     |                                                            |
| 2004      | SK Telecom Tomorrow Factory                          |                                                            |
| 2004      | Maeil Dairy – Enyo Chlorella                         |                                                            |
| 2004      | Korea Racing Authority                               |                                                            |
| 2004      | Hyundai Mobis                                        |                                                            |
| 2005      | Ace Bed                                              | với Kim Sang Min                                           |
| 2005      | Comfort                                              |                                                            |
| 2005      | National Agricultural Cooperative Federation         |                                                            |
| 2005      | Toreore                                              |                                                            |
| 2005      | Shin Dong-ah Construction – Familie                  |                                                            |
| 2005      | Lotte Department Store – Children's Day Gift Blowout |                                                            |
| 2005      | Jaenueng Education Institute                         |                                                            |
| 2005      | Nyanya                                               |                                                            |
| 2005      | LG CNS                                               |                                                            |
| 2005      | The Original Dimchae                                 |                                                            |
| 2005      | Korea Housing Finance Corporation                    |                                                            |
| 2005      | Uljin Organic Food Exhibition                        |                                                            |
| 2005      | Jeong-gwan New City                                  |                                                            |
| 2005      | Vilac Bone Health Milk                               |                                                            |
| 2008      | Oral-B Toothbrush                                    |                                                            |
| 2010      | RediM                                                |                                                            |
| 2012      | Domino's Pizza Double Crust Promo                    | với Kim Soo-hyun                                           |
| 2012      | Samsung Bubble Shot 2                                | với Han Ga-in                                              |
| 2012      | Tall Plus                                            |                                                            |
| 2012      | Derma-B                                              |                                                            |
| 2012      | Seoul Milk Infant Milk                               |                                                            |
| 2012      | Giordano                                             | với So Ji-sub, Shin Min-a, Yeo Jin-goo                     |
| 2012      | Baroker                                              |                                                            |
| 2012      | Nintendogs + Cats                                    |                                                            |
| 2012      | Merry Girls                                          |                                                            |
| 2012-2013 | Seoul Milk                                           | với Yeo Jin-goo                                            |
| 2012-2013 | Ivy Club                                             | với EXO                                                    |
| 2012-2015 | OUUZ                                                 |                                                            |
| 2013      | Nintendo 3DS: Animal Crossing: New Leaf              | với Park Bo-young                                          |
| 2013      | Samsung Galaxy Pop                                   |                                                            |
| 2014      | Choco Pie                                            |                                                            |
| 2014      | Winia Airwashers & Drier                             |                                                            |
| 2015      | Meditouch                                            | với Ryu Seung Ryong                                        |
| 2015      | Winia Air-conditioning                               |                                                            |
| 2015      | Skin Food Pore Fit Cushion Bottle                    |                                                            |
| 2015      | Skin Food Andes Salt 0.9 Moist Cream                 | với Lee Jong-suk                                           |
| 2015      | Skin Food Black Sugar Serum                          | với Jeong Chang Wook                                       |
| 2015-2018 | Mr. Pizza                                            |                                                            |
| 2015-2018 | Cho Jung Sparkling Mineral Water                     |                                                            |
| 2015-2018 | Julius Watch                                         | Người mẫu độc quyền nhãn hàng Trung Quốc                   |
| 2016      | Samsonite Red                                        |                                                            |
| 2016      | Skin Food Yuja Love                                  | với Ryu Jun-yeol                                           |
| 2016      | KangaROOS (Sneakers)                                 |                                                            |
| 2016      | Skono (Shoes)                                        |                                                            |
| 2016      | D'LIVE cable broadcast                               | với HyunA, Jo Bo-ah & Yook Sung-jae                        |
| 2016      | Shinhan Financial                                    |                                                            |
| 2016      | Lotte                                                |                                                            |
| 2016      | Skin Food Propolis Essence                           |                                                            |
| 2016      | Winia                                                |                                                            |
| 2016      | Meditouch                                            |                                                            |
| 2017      | D'LIVE cable broadcast                               | với Pentagon                                               |
| 2017      | Yogiyo Food Delivery                                 |                                                            |
| 2017-2018 | Lapalette                                            |                                                            |
| 2017-2018 | Fila Korea                                           | Người mẫu độc quyền nhãn hàng Hàn Quốc                     |
| 2018      | Laneige                                              | Người mẫu độc quyền nhãn hàng Hàn Quốc                     |
| 2019      | Fila Korea                                           | Người mẫu độc quyền nhãn hàng Hàn Quốc                     |
| 2019      | Laneige                                              | Người mẫu độc quyền nhãn hàng Hàn Quốc                     |
| 2019      | Dong Won Seaweed                                     |                                                            |
| 2020      | Fila Korea                                           | Người mẫu độc quyền nhãn hàng Hàn Quốc                     |
| 2020      | Laneige                                              | Người mẫu độc quyền nhãn hàng Hàn Quốc                     |
| 2020      | Dong Won Seaweed                                     |                                                            |
| 2020      | Mobile Games App RPG "AFK Arena"                     | Người mẫu đại diện Hàn Quốc                                |
| 2020      | Guangdong Pharm                                      | Người mẫu đại diện cho sản phẩm thuốc nhỏ mắt "EYE TOK"    |
| 2020      | H&M                                                  | Người mẫu đại diện cho H&M’s 2020 Summer Campaign Hàn Quốc |
| 2021      | Fila Korea                                           | Người mẫu độc quyền nhãn hàng Hàn Quốc                     |
| 2021      | Laneige                                              | Người mẫu độc quyền nhãn hàng Hàn Quốc                     |
| 2021      | Alcon Contact Lens                                   | Người mẫu đại diện dòng sản phẩm Alcon Precision One       |
| 2021      | Toreta                                               | Người mẫu đại diện                                         |
| 2022      | Fila Korea                                           | Người mẫu độc quyền nhãn hàng Hàn Quốc                     |
| 2022      | Laneige                                              | Người mẫu độc quyền nhãn hàng Hàn Quốc                     |
| 2022      | Alcon Contact Lens                                   | Người mẫu đại diện dòng sản phẩm Alcon Precision One       |
| 2022      | Toreta                                               | Người mẫu đại diện                                         |
| 2022      | GENESIS BBQ                                          | Người mẫu đại diện                                         |
| 2022      | Hana Bank                                            | Người mẫu đại diện                                         |
| 2023      | Laneige                                              | Người mẫu độc quyền nhãn hàng Hàn Quốc                     |
| 2023      | Alcon Contact Lens                                   | Người mẫu đại diện dòng sản phẩm Alcon Precision One       |
| 2023      | GENESIS BBQ                                          | Người mẫu đại diện                                         |
| 2023      | Hana Bank                                            | Người mẫu đại diện                                         |
| 2023      | NORDISK                                              | Người mẫu thương hiệu                                      |
| 2023      | COURONNE                                             | Đại sứ Thương hiệu                                         |
| 2024      | Laneige                                              | Người mẫu độc quyền nhãn hàng Hàn Quốc                     |
| 2024      | NORDISK                                              | Người mẫu thương hiệu                                      |
| 2024      | COURONNE                                             | Đại sứ Thương hiệu                                         |
| 2024      | ADOT ENGLISH ACADEMY                                 | Người mẫu đại diện                                         |
| 2024      | Calvin Klein                                         | Người mẫu cho BST BACK TO SCHOOL Xuân Hè SS24              |
| 2025      | Mandiri Bank                                         |                                                            |
|           | Ottogi                                               | Người đại diện dòng sản phẩm "Light & Joy"                 |
|           | Alcon Precision                                      |                                                            |

### Đại sứ chiến dịch
| Năm  | Chiến dịch                                                      | Ghi chú                                                                               |
| ---- | --------------------------------------------------------------- | ------------------------------------------------------------------------------------- |
| 2004 | Korean Foster Care Association                                  |                                                                                       |
| 2010 | Blue House Children's Newspaper                                 |                                                                                       |
| 2010 | Food & Drug Administration for Children                         |                                                                                       |
| 2012 | Youth Ambassador for the Ministry of Gender Equality and Family | với Lee Min-ho (1993)                                                                 |
| 2012 | Child Abuse Prevention in Gyeonggi Province                     |                                                                                       |
| 2013 | 58th National Memorial Day Celebration                          | Nhận giải thưởng danh giá "Big Tree National Love" trao tặng bởi tổng thống Hàn Quốc  |
| 2014 | Seoul Global Tour (Run@Seoul)                                   | với Jang Hyuk                                                                         |
| 2014 | 9th Conference of the Korean Volunteer Ambassador               |                                                                                       |
| 2015 | 6th Korea Sharing Festival                                      | với Oh Ji Ho                                                                          |
| 2016 | "Stay by my side" của UNICEF                                    | UNICEF Interview phần 1,2 với Ji Sung và Lee Bo Young                                 |
| 2016 | Global "Hooxi" Campaign (W Foundation)                          | Quảng bá cùng các nghệ sĩ Hàn Quốc khác                                               |
| 2016 | Girls' Education                                                | Quảng bá cho Quỹ từ thiện Girls' Education tại MAMA 2016. Làm đại sứ cùng Demi Lovato |
| 2017 | Girls' Education                                                | Quảng bá cho Quỹ từ thiện Girls' Education tại MAMA 2016. Làm đại sứ cùng Demi Lovato |

### Fashion shows
| Năm  | Sự kiện                                                   | Địa điểm |
| ---- | --------------------------------------------------------- | -------- |
| 2004 | Anabada Charity Fashion Show for Underprivileged Children | Seoul    |
| 2012 | Miss Gee Collection - Fall/Winter                         | Seoul    |
| 2012 | Salon Du Chocolat                                         | Paris    |
| 2013 | Salon Du Chocolat                                         | Seoul    |
| 2017 | Seoul Fashion Week 2018 x YCH Show                        | Seoul    |

## Giải thưởng và đề cử
| Năm  | Giải thưởng                          | Hạng mục                                                   | Đề cử                                 | Kết quả   |
| ---- | ------------------------------------ | ---------------------------------------------------------- | ------------------------------------- | --------- |
| 2006 | 43rd Grand Bell Awards               | Nữ diễn viên mới xuất sắc nhất                             | All for Love                          | Đề cử     |
| 2008 | SBS Drama Awards                     | Nữ diễn viên trẻ xuất sắc nhất                             | Iljimae, Painter of the Wind          | Đoạt giải |
| 2010 | MBC Drama Awards                     | Nữ diễn viên trẻ xuất sắc nhất                             | Dong Yi, Flames of Desire             | Đoạt giải |
| 2010 | KBS Drama Awards                     | Nữ diễn viên trẻ xuất sắc nhất                             | Grudge: The Revolt of Gumiho          | Đoạt giải |
| 2010 | KBS Drama Awards                     | Netizen Award, Actress                                     | Grudge: The Revolt of Gumiho          | Đề cử     |
| 2010 | KBS Drama Awards                     | Best Couple Award                                          | Grudge: The Revolt of Gumiho          | Đề cử     |
| 2012 | 48th Baeksang Arts Awards            | Nữ diễn viên mới xuất sắc nhất (Drama)                     | The Moon Embracing the Sun            | Đề cử     |
| 2012 | 6th Mnet 20's Choice Awards          | 20's Upcoming 20's                                         | The Moon Embracing the Sun            | Đề cử     |
| 2012 | 4th Pierson Movie Festival           | Nữ diễn viên trẻ xuất sắc nhất                             | The Moon Embracing the Sun            | Đoạt giải |
| 2012 | 5th Korean Drama Award               | Nữ diễn viên trẻ xuất sắc nhất                             | The Moon Embracing the Sun            | Đề cử     |
| 2012 | 1st K-Drama Star Awards              | Nữ diễn viên trẻ xuất sắc nhất                             | The Moon Embracing the Sun            | Đoạt giải |
| 2012 | MBC Drama Awards                     | Nữ diễn viên trẻ xuất sắc nhất                             | The Moon Embracing the Sun, May Queen | Đoạt giải |
| 2012 | MBC Drama Awards                     | Nữ diễn viên trẻ được yêu thích nhất                       | The Moon Embracing the Sun            | Đề cử     |
| 2012 | MBC Drama Awards                     | Cặp đôi đẹp nhất (với Yeo Jin Goo)                         | The Moon Embracing the Sun            | Đề cử     |
| 2012 | APAN Star Awards                     | Nữ diễn viên trẻ xuất sắc nhất                             | The Moon Embracing the Sun            | Đoạt giải |
| 2012 | 5th Herald Donga TV Lifestyle Awards | Style Icon Rookie                                          | —                                     | Đoạt giải |
| 2014 | SBS Drama Awards                     | Ngôi sao mới                                               | Secret Door                           | Đoạt giải |
| 2014 | 6th Pierson Movie Festival           | Nữ diễn viên xuất sắc nhất                                 | —                                     | Đoạt giải |
| 2014 | KBS Drama Awards                     | Nữ diễn viên được yêu thích nhất                           | Drama Special: The Crying Women       | Đề cử     |
| 2014 | 35th Blue Dragon Film Awards         | Nữ diễn viên mới xuất sắc nhất                             | Thread of Lies                        | Đề cử     |
| 2015 | MBC Drama Awards                     | Diễn viên trẻ xuất sắc nhất                                | Angry Mom                             | Đoạt giải |
| 2015 | MBC Drama Awards                     | Top 10 Stars Award                                         | Angry Mom                             | Đoạt giải |
| 2016 | Fashionista Awards                   | Best Fashionista – Beauty Category                         |                                       | Đề cử     |
| 2016 | Style Icon Asia 2016                 | Awesome Teen Award                                         | —                                     | Đoạt giải |
| 2016 | PD Award                             | Inkigayo MC Award                                          | Inkigayo                              | Đoạt giải |
| 2016 | Yahoo! Asia Buzz Awards              |                                                            |                                       | Đoạt giải |
| 2016 | 5th APAN Star Awards                 | Nữ diễn viên mới xuất sắc nhất                             | Mây hoạ ánh trăng                     | Đoạt giải |
| 2016 | 1st Asia Artist Awards               | Nữ diễn viên được yêu thích nhất                           | Mây hoạ ánh trăng                     | Đề cử     |
| 2016 | 1st Asia Artist Awards               | Nữ diễn viên dẫn đầu xu hướng (Drama)                      | Mây hoạ ánh trăng                     | Đoạt giải |
| 2016 | 30th KBS Drama Awards                | Nữ diễn viên dẫn đầu xu hướng                              | Mây hoạ ánh trăng                     | Đề cử     |
| 2016 | 30th KBS Drama Awards                | Nữ diễn viên xuất sắc nhất                                 | Mây hoạ ánh trăng                     | Đề cử     |
| 2016 | 30th KBS Drama Awards                | Cặp đôi đẹp nhất (với Park Bo-gum)                         | Mây hoạ ánh trăng                     | Đoạt giải |
| 2016 | 30th KBS Drama Awards                | Nụ hôn đẹp nhất (với Park Bo-gum)                          | Mây hoạ ánh trăng                     | Đoạt giải |
| 2016 | 30th KBS Drama Awards                | Nữ diễn viên xuất sắc nhất (Drama)                         | Mây hoạ ánh trăng                     | Đoạt giải |
| 2017 | 53rd Baeksang Arts Awards            | Nữ diễn viên được yêu thích nhất (Drama)                   | Mây hoạ ánh trăng                     | Đoạt giải |
| 2017 | Fashionista Awards                   | Best Fashionista – Red Carpet Category                     |                                       | Đề cử     |
| 2019 | Beaksang Arts Awards                 | Nữ diễn viên được yêu thích nhất                           | Clean with Passion for Now            | Đề cử     |
| 2020 | 30th SBS Drama Awards                | Nữ diễn viên xuất sắc (Romance Drama Miniseries)           | Cửa Hàng Tiện Lợi Saet Byul           | Đoạt giải |
| 2020 | 30th SBS Drama Awards                | Cặp đôi đẹp nhất (với Ji Chang-wook)                       | Cửa Hàng Tiện Lợi Saet Byul           | Đề cử     |
| 2021 | APAN Star Awards                     | Excellence Award, Actress in a Miniseries                  | Cửa Hàng Tiện Lợi Saet Byul           | Đề cử     |
| 2021 | SBS Drama Awards                     | Nữ diễn viên xuất sắc nhất (Fantasy Drama)                 | Hong Cheon Gi                         | Đoạt giải |
| 2021 | SBS Drama Awards                     | Cặp đôi đẹp nhất (với Ahn Hyo-seop)                        | Hong Cheon Gi                         | Đoạt giải |
| 2021 | Korean First Brand Awards            | Most anticipated actress that will lead 2022               | —                                     | Đề cử     |
| 2022 | Liên hoan phim quốc tế Busan         | Gương mặt châu Á                                           | 20th Century Girl                     | Đoạt giải |
| 2023 | SBS Drama Awards                     | Nữ diễn viên xuất sắc nhất (Romance or Rom-Com Miniseries) | Chàng quỷ của tôi                     | Đoạt giải |
| 2023 | SBS Drama Awards                     | Cặp đôi đẹp nhất (với Song Kang)                           | Chàng quỷ của tôi                     | Đoạt giải |

## Liên kết
- Kim Yoo Jung trên IMDb